# David S. Hall
Pour les articles homonymes, voir David Hall et Hall.
David Samuel Hall (1905 - 23 juillet 1964) était un directeur artistique britannique ayant été récompensé par deux fois de l'Oscar de la meilleure direction artistique.
Entre mars 1939 et juin 1940, il réalise pour le studio Disney des esquisses préparatoires pour Alice au pays des merveilles (1951) et Peter Pan (1953) mais qui ne seront pas utilisées, plus de 400 esquisses selon Robin Allan. Elles sont toutefois conservées aux Walt Disney Archives.

## Filmographie partielle
- 1928 : La Danse rouge  (The Red Dance) de Raoul Walsh
- 1929 : Le Masque de fer
- 1937 : La Mascotte du régiment (Wee Willie Winkie)
- 1937 : Jeux de dames (Wife, Doctor and Nurse)
- 1941 : La Famille Stoddard (Adam Had Four Sons)
- 1965 : La Plus Grande Histoire jamais contée (The Greatest Story Ever Told)